# Hilaria Supa
Hilaria Supa Huamán (Huayllacocha, Huarocondo, Anta, Cuzco, 28 de diciembre de 1957) es una política, activista, dirigente campesina y luchadora feminista y antirracista peruana de origen quechua. En su trayectoria ha destacado por su defensa de los derechos humanos, los derechos de los pueblos indígenas, los derechos de las mujeres indígenas, la lucha contra la trata de personas, la defensa de los saberes ancestrales y el derecho a utilizar el idioma quechua como parte de la identidad y la cultura andina. De 2011 a 2016, fue Parlamentaria Andina. Previamente, de 2006 a 2011, asumió un escaño por Cusco en el Congreso de la República del Perú por Unión por el Perú, siendo la primera congresista de origen andino que prestó juramento en un idioma indígena en la historia del Perú.

## Biografía
Nació en la comunidad de Wayllaqocha, en Anta, Cusco. Fue criada por los padres de su madre, Helena Huamán. Sus abuelos maternos, a los que considera padres, fueron peones en una hacienda y la lucha de sus abuelos ante la explotación de los hacendados en su comunidad inspiró su propia lucha. Aprendió sobre la violencia contra las mujeres en las haciendas desde muy pequeña, a los cuatro años, explica. En la hacienda el abuso y las violaciones contra las mujeres jóvenes era frecuente y la única autoridad era el hacendado. Sus abuelos lloraban y les insistían en que ella no debía permitir que le pasara lo mismo y que tenía que aprender a defenderse. Cuando mataron a su abuelo en 1965, se trasladó a Arequipa a casa de una tía a trabajar y desde los 7 años era servidora del hogar. Desde entonces trabajó en servicio doméstico en Cusco, Arequipa y Lima.
Regresó a Anta con 22 años después de que su pareja, padre de sus hijos, murió en un accidente en un camión que volteó. Tuvo otra pareja y una hija más. En total, tuvo dos hijas e un hijo, quien también murió en un accidente. La realidad del maltrato contra las mujeres y el alcoholismo de los hombres le hizo plantearse la necesidad de organizarse. Con otras mujeres, empezó charlas sobre violencia y sobre educación.

### Activismo
En los años 1980, comenzó a comprometerse junto a otras mujeres en la creación de comedores para niños y fue la presidenta del comité Micaela Bastidas en Anta. Participaron también en las luchas por la tierra y el agua.
En 1991, formaron la Federación de Mujeres Campesinas de la Provincia de Anta (FEMCA), en la que ella fue responsable para la alfabetización de las campesinas y el fomento de la medicina tradicional, criticando el uso irresponsable de agroquímicos.
En 1996, lideró a las mujeres que denunciaron las esterilizaciones masivas que el gobierno de Alberto Fujimori incentivó contra las campesinas peruanas para reducir la población indígena.
Ha participado en reuniones internacionales de mujeres usando y promoviendo también su idioma quechua. Fue también la dirigenta de la Federación Departamental de Campesinos del Cusco, organización regional de la Confederación Campesina del Perú. En el Congreso, destacó por su labor en pro de la mujer andina y la lucha por sus derechos.
En 2002, publicó "Los hilos de mi vida" explicando su trayectoria. En este año fue distinguida por el diploma "Mujeres Emblemática del Perú" junto a las doce campesinas denunciantes de las esterilizaciones forzadas. En 2004, fue postulada al premio Nobel de la Paz por las mujeres del Movimiento Amplio, línea fundacional de Ester Mogollón, y es una de las ocho nominadas por Perú al Premio Mil Mujeres por el Premio Nobel de la Paz 2005.

### Trayectoria política
Fue elegida al Congreso de la República del Perú en 2006 como candidata de Unión por el Perú y fue la primera congresista de origen andino en la historia del Perú que juró el 25 de julio en un idioma indígena, en este caso quechua cuzqueño, seguida por su colega María Sumire, por lo cual fueron criticadas por parte de la congresista fujimorista Martha Hildebrandt. Fue en su periodo de congresista cuando fue consciente de la discriminación explica una década más tarde:

yo me di cuenta de la discriminación cuando fui congresista. Yo he tenido discriminación toda mi vida y lo sigo teniendo. Yo llegué con muchas expectativas al congreso, creí que iba a encontrar gente culta y buena. Pensé que todos íbamos a conversar y a discutir de temas del pueblo, de la situación del país, de la educación, dela salud, de la agricultura, del desarrollo. Yo quería ver una inclusión de verdad. Pero no fue así, la diferencia era abismal. Yo me preguntaba, ¿esa es la gente que ha estudiado en las universidades?, ¿esa es la gente que tiene más conocimiento que nosotros, que tiene más entendimiento que nosotros? Sin embargo se portaban peor que nosotros. Yo pensaba que la ignorancia era no haber podido entrar a un colegio o no haber aprendido a leer.

Llegó al Congreso al mismo tiempo que Alejandro Aguinaga, ministro de Salud de Fujimori y defensor de las esterilizaciones forzadas.
El 23 de abril de 2009, el diario Correo publicó una foto de su libreta de apuntes en la que aparecían faltas de ortografía y gramática bajo el titular "¡Qué nivel!". La legisladora y lingüista Martha Hildebrant apoyó dicha publicación. Esto causó indignación entre sus colegas parlamentarios y la opinión pública por la falta de consideración y burla hacia una persona autodidacta, que nunca tuvo oportunidad de ir a una escuela, a lo que se suma que su idioma natal no es el español. Además sufre de artritis en las manos –causada por los años que trabajó lavando ropa– lo que no le permite escribir bien sino apenas garabatear con dificultad. Pese a esto, consiguió salir adelante.
En 2009, saltó a los titulares la propuesta que se incluyera en el Sistema Nacional de Salud la medicina tradicional legalizando a las personas que ejercen la medicina tradicional (curanderos, chamanes, parteras, etc.) aduciendo que aquellos que usan métodos ancestrales como curar con hierbas o rituales.
En las elecciones generales del Perú de 2011, fue elegida como 1 de los 5 representantes del Perú ante el Parlamento Andino.

### Iniciativas
- En uno de los salones del Congreso Nacional, por su auspicio, se presentó el libro Una mirada al quechua de Áncash de Félix Julca.[12]
- Se ha realizado homenaje a Tupac Amaru II en noviembre de 2014, en el Congreso Nacional, trabajo de Supa, CENDAF y otros grupos culturales.
- Ha colaborado en la celebración de Taki Unguy,[13] realizada en Parinacohas, por el cuadringentésimo septuagésimo aniversario (470) de esta gesta de resistencia espiritual andina.

## Obras
- Hilos de mi vida – El testimonio de Hilaria Supa Huamán, una campesina quechua Willkamayu Editores, Lima: 2002